# (Sittin' on) the Dock of the Bay
(Sittin' on) the Dock of the Bay è un brano soul scritto da Otis Redding e Steve Cropper, interpretato da Redding per la Volt Records, etichetta sussidiaria della Stax Records, e pubblicato postumo nel 1968.
Redding la incise due volte nel 1967, la seconda volta tre giorni prima di morire in un incidente aereo il 10 dicembre 1967.

## Descrizione
Redding scrisse i primi versi della canzone con il titolo abbreviato di Dock of the Bay, all'interno di una barca ormeggiata a Sausalito in California, ai primi di giugno del 1967. Mentre viaggiava per promuovere il suo LP King & Queen (una collaborazione con Carla Thomas), continuò a scrivere i versi del brano dove capitava.
Nel dicembre dello stesso anno si unì al produttore e chitarrista Steve Cropper in uno studio di registrazione a Memphis in Tennessee. Insieme completarono la musica e i testi di (Sittin' on) the Dock of the Bay. In quei giorni venne fuori l'ultimo lavoro di Otis Redding, inclusa Dock of the Bay, registrata fra il 6 e il 7 dicembre. Il risultato fu una canzone molto differente dallo stile di Redding.
Redding continuò il suo tour durante le sessioni di registrazione, fino al 10 dicembre, quando l'aereo su cui viaggiava precipitò nei pressi del Lago Monona, fuori Madison nel Wisconsin. Vi morirono Redding e sei suoi collaboratori.
Dopo la morte di Redding, Cropper mixò Dock of the Bay agli Stax Studios. Egli aggiunse il suono dei gabbiani e delle onde che si infrangono, come richiesto da Redding, ricordando i suoni che aveva sentito mentre era sulla barca a Sausalito.

## Accoglienza
(Sittin' on) the Dock of the Bay fu pubblicata nel gennaio 1968 subito dopo la morte di Redding. Le stazioni radio R&B aggiunsero immediatamente la canzone alle proprie playlist, già riempite da altri successi di Redding. La canzone giunse immediatamente al primo posto nelle classifiche R&B. Il 16 marzo dello stesso anno Dock of the Bay raggiunse anche la vetta della classifica pop Billboard Hot 100 per quattro settimane, la seconda posizione in Norvegia, la terza nella Official Singles Chart, la quarta nei Paesi Bassi e la settima in Svizzera. 
L'album, con lo stesso titolo della canzone, divenne il suo successo più longevo, arrivando quarto fra i dischi più venduti. Dock of the Bay divenne celebre in tutto il mondo. Alla fine dell'anno il brano vinse due Grammy Award: miglior canzone R&B e miglior performance maschile R&B.

## Riferimenti nella cultura di massa
La canzone, anche perché pubblicata postuma, divenne immensamente popolare in tutto il mondo. A contribuire alla sua notorietà nel corso degli anni successivi, alcuni film che la inclusero nella propria colonna sonora. Uno dei più celebri è Top Gun del 1986.
Inoltre Dock of the Bay ha avuto svariate cover, da parte di artisti R&B come Percy Sledge o Sam & Dave, The Foundations, Willie Nelson, Kenny Rankin, Dennis Brown, Elisa, Michael Bolton (quinta posizione in Norvegia, settima in Australia, ottava in Nuova Zelanda e nona in Canada), Emma con Craig David, Pearl Jam, The Format, Sammy Hagar Justin Nozuka, Sara Bareilles e Franco Battiato nel suo CD Fleurs 2. Nel 1999, BMI ha nominato la canzone come la sesta più "cantata" del secolo, con circa sei milioni di performance. La rivista Rolling Stone ha messo l'album di Redding The Dock of the Bay alla posizione 161 della sua classifica dei più grandi album della storia. La canzone "(Sittin' On) the Dock of the Bay" invece è 26ª nella classifica delle più belle canzoni della storia, sempre secondo Rolling Stone. Una parte del brano è campionata in I Just Called to Say I Love You di Stevie Wonder del 1984.